# Sun Enterprise
Sun Enterprise is een reeks UNIX-servers die van 1996 tot 2001 door Sun Microsystems werd geproduceerd. Aanvankelijk werd de reeks op de markt gebracht als de Sun Ultra Enterprise-serie, maar rond 1998 werd het Ultra-voorvoegsel geschrapt. Deze systemen zijn gebaseerd op 64-bits UltraSPARC-microprocessoren en draaien Solaris. Er werden verschillende modellen geproduceerd, van instapservers met één processor tot grote high-end multiprocessorsystemen met maximaal 64 processoren. Vanaf 2001 werd de Sun Enterprise-modellijn vervangen door de Sun Fire-modellijn.

## Servers afgeleid van werkstations
De eerste modellen uit de Sun Enterprise-reeks, die door Sun in 1995 op de markt gebracht werden, waren de UltraServer 1 en UltraServer 2. Deze servers waren afgeleid van respectievelijk de Ultra 1 en Ultra 2 werkstations en beschikten over een UltraSPARC-I-processor. Later werden deze servers omgedoopt in Ultra Enterprise 1 en Ultra Enterprise 2 naar analogie met andere modellen uit de Sun Enterprise-reeks. In 1996 werd de Ultra Enterprise 150 gelanceerd, een Ultra 1-moederbord in een tower-behuizing met plaats voor 12 interne harde schijven.
In 1998 lanceerde Sun de Enterprise Ultra 5S en Enterprise Ultra 10S, serverconfiguraties met een UltraSPARC-IIIi-processor gebaseerd op de Ultra 5- en Ultra 10-werkstations.

## Entry-level servers

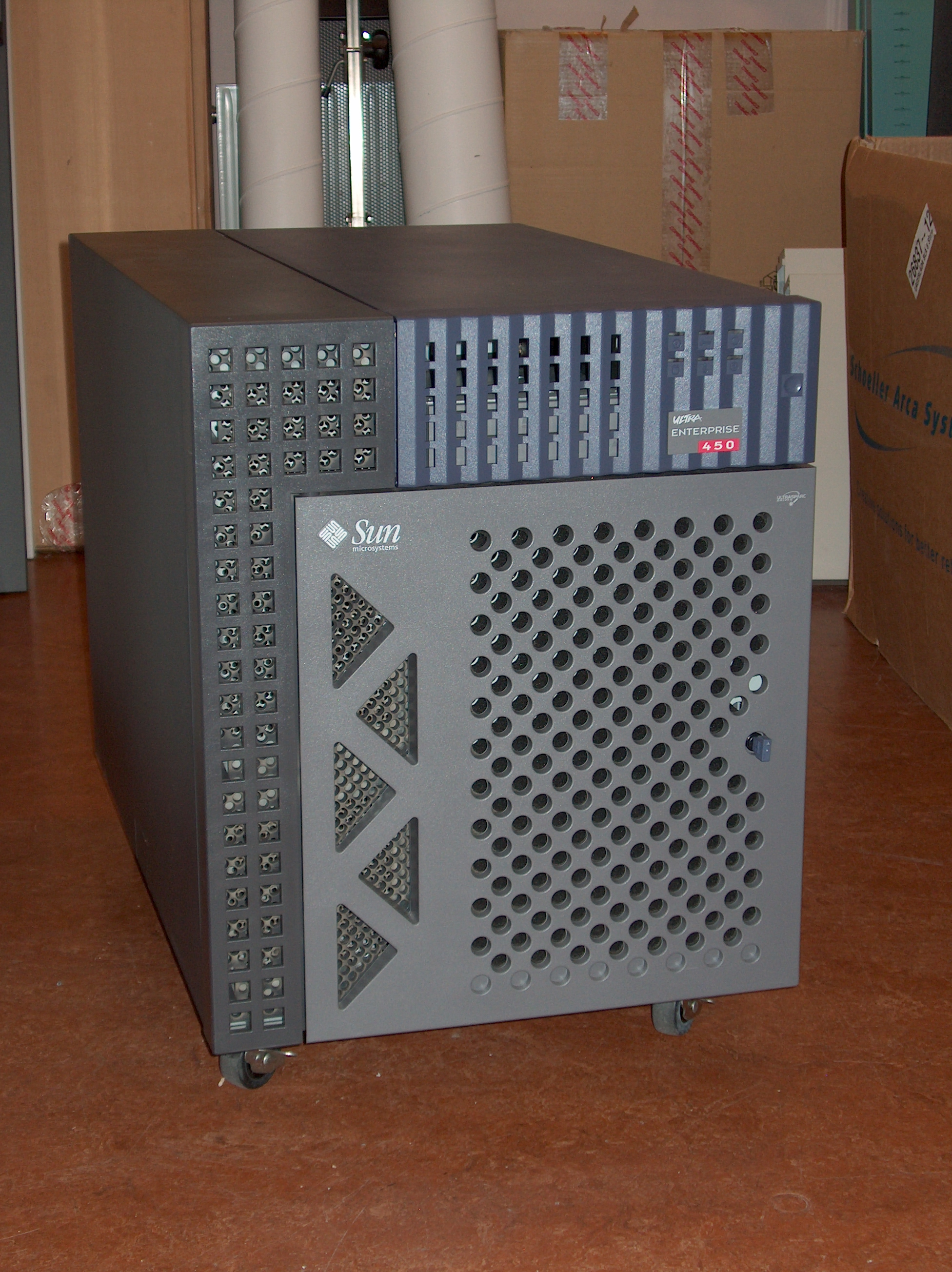
Ultra Enterprise 450

De Sun Enterprise 450 server is een instapmodel dat in een rack kan gemonteerd worden. Deze server werd in 1997 gelanceerd en is geschikt voor maximaal vier UltraSPARC II-processoren en maximaal 20 interne harde schijven. De Sun Enterprise 250 is een versie met twee processoren die in 1998 werd gelanceerd. Deze werden later vergezeld door de Enterprise 220R en Enterprise 420R rack-mount servers in 1999. De 220R- en 420R-modellen zijn respectievelijk gebaseerd op de moederborden van de Ultra 60- en Ultra 80-werkstations.
De Enterprise 250, 450, 220R en 420R werden opgevolgd door respectievelijk de Sun Fire V250, V880, 280R en V480.

## Midrange servers

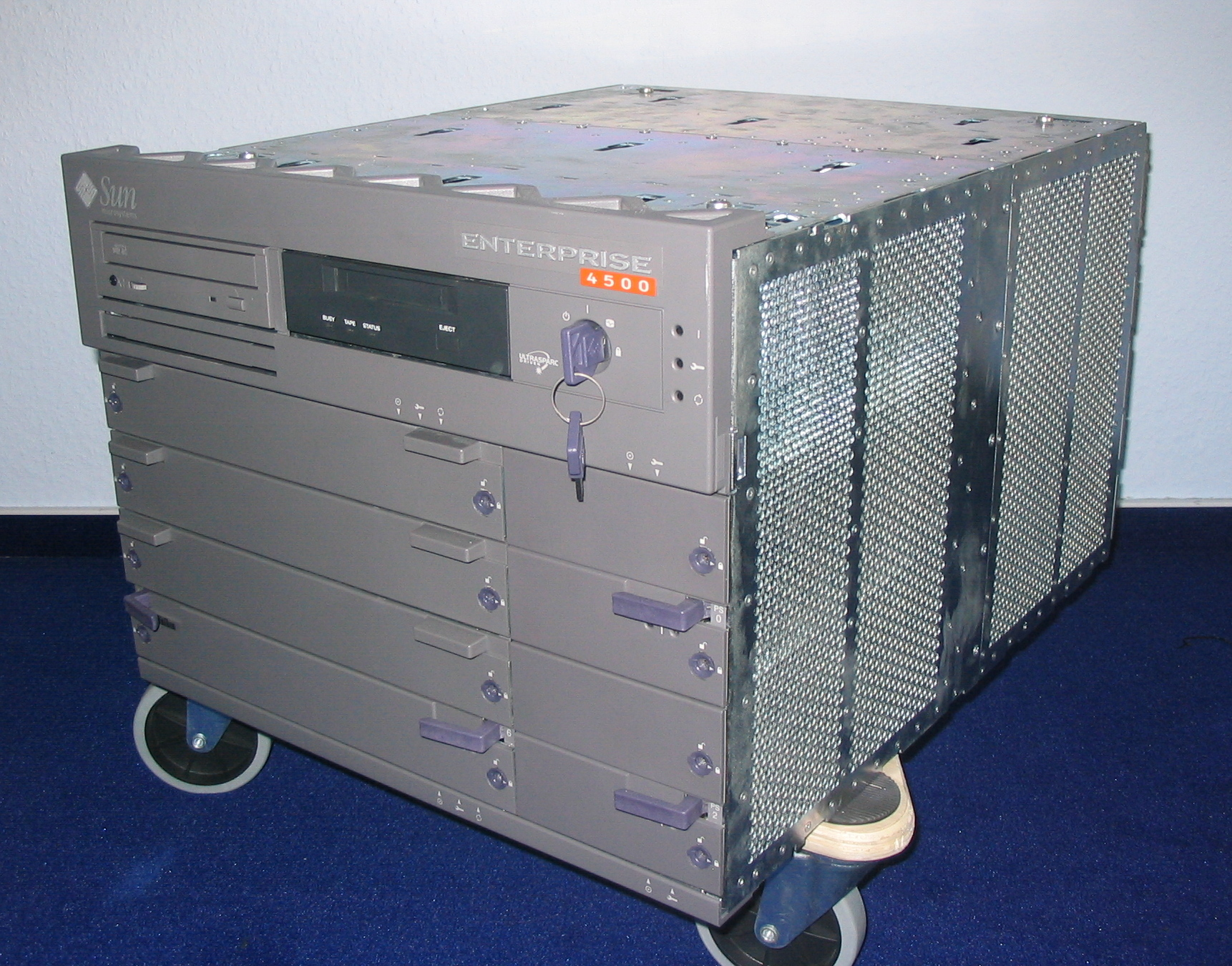
Sun Enterprise 4500

In 1996 bracht Sun de Ultra Enterprise 3000, 4000, 5000 en 6000 uit ter vervanging van de SPARCserver 1000E and SPARCcenter 2000E. Deze Ultra Enterprise-servers zijn multiprocessorsystemen die gebaseerd zijn op een gemeenschappelijke hardwarearchitectuur waarin de Gigaplane pakketgeschakelde processor/geheugenbus en UltraSPARC-I- of II-processoren geïntegreerd zijn. Diverse componenten voor hoge beschikbaarheid en fouttolerantie maakten deze servers uitermate geschikt voor bedrijfskritische toepassingen.
De Ultra Enterprise 3000 was een tafelmodel dat met maximaal zes processoren en tien interne schijven kon uitgerust worden. De 4000 was een rack-mount server met maximaal 14 processoren. De 5000 was in wezen een 4000 in een eigen rack, waar ook Sun SPARCstorage opslagkabinetten in gemonteerd konden worden. De 6000 was een datacenterserver in een kast met maximaal 30 processoren.
In 1999 werden deze servers vervangen door de Enterprise 3500, 4500, 5500 en 6500, die over een snellere Gigaplane-bus beschikten. De 3500 verschilt van de 3000 door een extra Gigaplane-slot, wat resulteert in een verhoogd maximum van acht processoren.
De Enterprise 3500, 4500, 5500 en 6500 werden opgevolgd door respectievelijk de Sun Fire 3800, 4800 en 6800.

## High-end server

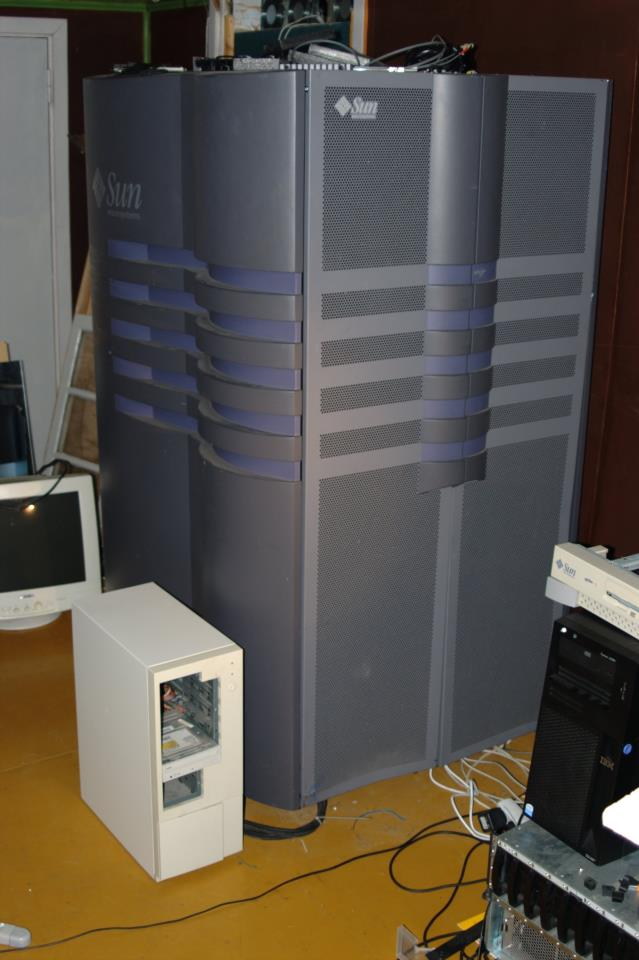
Sun Enterprise 10000

De Enterprise 10000, E10k of Starfire (een interne benaming die later ook voor marketingdoeleinden gebruikt werd) is een high-end SMP-server die kan geconfigureerd worden met maximaal 64 UltraSPARC II-processors. Dit systeem werd grotendeels ontworpen door de Business Systems Division van Cray Research als opvolger van de Cray Superserver 6400, die op zijn beurt gebaseerd was op de eerdere Sun-4d-architectuur van Sun. Nadat Cray in 1996 werd overgenomen door Silicon Graphics, werd deze divisie doorverkocht aan Sun, die vervolgens in 1997 de Starfire lanceerde als de Ultra Enterprise 10000.
De Starfire is gebaseerd op de fouttolerante Gigaplane-XB processor/geheugenverbinding. Net als de servers uit de midrange Enterprise-serie, bevat de Starfire veel componenten voor hoge beschikbaarheid, waaronder de mogelijkheid om te worden gepartitioneerd in meerdere "domeinen" die elk afzonderlijk kunnen worden opgestart om hun eigen instantie van Solaris te draaien. Het is ook mogelijk om systeemborden van een werkend domein te verwijderen en deze vrijgekomen systeemborden opnieuw toe te wijzen aan andere domeinen. Een systeembord kan tot 4 processoren, 4 GB RAM en 4 SBus IO-kaarten bevatten. Een Starfire kan met maximum 16 dergelijke systeemborden uitgerust worden.
Starfire-systemen waren populair bij grote internetspelers zoals eBay tijdens de "dot-com" -boom van eind jaren negentig.
De Enterprise 10000 werd opgevolgd door de Sun Fire 12K/15K.